# Currais
Currais is een gemeente in de Braziliaanse deelstaat Piauí. De gemeente telt 4.710 inwoners (schatting 2009).
De gemeente grenst aan Baixa Grande do Ribeiro, Bom Jesus, Palmeira do Piauí en Santa Luz.